# Sumra
La dinastia Sumra o Sumera (o dels sumres) fou una nissaga tribal rajput que va governar el Sind entre vers el 1025 i el 1336.
Els sumres són esmentats després de l'expedició de Mahmud de Ghazna a Somnath vers el 1025, que va saquejar Mansura sense poder conservar el Sind. A la zona va prendre el poder un cap rajput de nom Sumra que va fixar la capital a Tur; va lluitar contra Muizz al-Din Muhammad de Ghur, al final del segle xii que els va sotmetre a tribut. Djalal al-Din Manguberti el xa de Coràsmia, va arribar a la vall de l'Indus fugint dels mongols el 1221, i va demanar asil a Iltutmish de Delhi, que el va enviar a lluitar contra Kabacha (1222-1223) i va arribar fins a Daybul a la costa de la mar d'Aràbia, al sud-est de Karachi. Se sap que el príncep local sumra va fugir davant Djalal al-Din però un any després aquest va abandonar la zona i els sumres van tornar a governar, generalment com a vassalls de Delhi. Ala al-Din Muhammad Shah I Khalji (1296-1316) va destruir Tur el que voldria dir que s'havien revoltat. Foren substituir entre 1336 i 1340 per una nova dinastia rajput, els sammes (dinastia Samma).

## Llista de governants
- Sumra vers 1025-1053
- Bhungar I vers 1053-1068
- Duda I vers 1068-1092
- Singhar vers 1092-1107
- Hamun (reina) vers 1107
- Pithu
- Khaira
- Hafif I
- Umar
- Duda II
- Pahtu
- Genhra II
- Mohammed Tur
- Genhra II
- Duda III vers 1190-1204
- Tai vers 1204-1228
- Chani Sar vers 1228- 1246
- Bhungar II vers 1246- 1261
- Hafif II vers 1261-1279
- Duda IV vers 1279-1304
- Umar Sumra vers 1304-1330
- Bhungar III vers 1330-1336
- Hamir 1336